# Scheefbloem
Scheefbloem (Iberis) is een geslacht van planten uit de kruisbloemenfamilie (Brassicaceae). De soorten komen voor van West-Europa tot in het Middellandse Zeegebied en Iran.

## Soorten
- Iberis amara L. - Bittere scheefbloem
- Iberis atlantica (Litard. & Maire) Greuter & Burdet
- Iberis attica Jord.
- Iberis aurosica Chaix
- Iberis balansae Jord.
- Iberis bernardiana Gren. & Godr.
- Iberis carica (Bornm.) Prain
- Iberis carnosa Willd.
- Iberis ciliata All.
- Iberis contracta Pers.
- Iberis fontqueri Pau
- Iberis gibraltarica L.
- Iberis grosii Pau
- Iberis gypsicola Yıld.
- Iberis halophila Vural & H.Duman
- Iberis intermedia Guers.
- Iberis linifolia L.
- Iberis nazarita Moreno
- Iberis odorata L.
- Iberis pectinata Boiss. & Reut.
- Iberis peyerimhoffii Maire
- Iberis pinnata L.
- Iberis procumbens Lange
- Iberis runemarkii Greuter & Burdet
- Iberis saxatilis L.
- Iberis semperflorens L.
- Iberis sempervirens L.
- Iberis simplex DC.
- Iberis spathulata DC.
- Iberis spruneri Jord.
- Iberis timeroyi Jord.
- Iberis umbellata L. - Schermscheefbloem

... · 
Alliaria · 
Alyssum (Schildzaad) · 
Arabidopsis · 
Arabis (Scheefkelk) · 
Armoracia · 
Aubrieta · 
Barbarea (Barbarakruid) · 
Berteroa · 
Brassica (Kool) · 
Braya · 
Bunias (Hardvrucht) · 
Cakile · 
Calepina · 
Camelina · 
Capsella (Herderstasje) · 
Cardamine (Veldkers) · 
Cochlearia (Lepelblad) · 
Coincya · 
Conringia · 
Coronopus (Varkenskers) · 
Crambe (Bolletjeskool) · 
Descurainia · 
Diplotaxis (Zandkool) · 
Draba · 
Erophila · 
Eruca · 
Erucastrum · 
Eutrema  · 
Erysimum (Steenraket) · 
Heliophila · 
Hesperis · 
Hirschfeldia · 
Hormathophilla · 
Hornungia · 
Iberis (Scheefbloem) · 
Isatis · 
Lepidium (Kruidkers) · 
Lobularia · 
Lunaria (Judaspenning) · 
Malcolmia · 
Matthiola · 
Neslia · 
Physaria · 
Pringlea · 
Ptilotrichum · 
Raphanus (Radijs) · 
Rapistrum · 
Rorippa (Waterkers) · 
Schouwia · 
Selenia · 
Sinapidendron · 
Sinapis · 
Sisymbrium (Raket) · 
Subularia · 
Teesdalia · 
Thlaspi (Boerenkers) · 
...